# Cantallops
Cantallops is een dorp en gemeente in de autonome regio Catalonië met een oppervlakte van 20 km². Het plaatsje ligt in de provincie Girona en het daarin gelegen deelgebied Alt Empordà.

## Het huidige dorp
Cantallops is op gemiddeld 200 meter hoogte gelegen tegen de Serra de l'Albera (Pyreneeën) aan de GI601 die ten westen van La Jonquera komt en in zuidoostelijke richting naar de GI602 loopt. Cantallops telt 317 inwoners (1 januari 2016). In het dorp is een kerk, een kapel en een lagere school. Er is een handbalveld. Er is een winkel, er zijn hotels en restaurants. Er is een industrieterrein. In de gemeente zijn wijngaarden, pijnboomplantages en boomgaarden met olijven. Door de gemeente stromen diverse beken. Rond Cantallops liggen vele dolmens en hunebedden. Ten zuiden van het dorp ligt een landgoed met boerderij met toren. Ten noordoosten van het dorp ligt de ruïne van kasteel Reqensens.

## Geografie
De stad Girona, waar een vliegveld is, ligt op ongeveer 50 km van Cantallops. Op ruim 150 km afstand ligt Barcelona. In het op 18 km gelegen Figueres is het dichtstbijzijnde spoorwegstation.

### De nabije omgeving
De onderstaande figuur toont de Cantallops omringende gemeenten.

## Demografische ontwikkeling
Bron: INE, 1857-2011: volkstellingen